# Basler Zeitschrift für Geschichte und Altertumskunde
Die Basler Zeitschrift für Geschichte und Altertumskunde ist eine Schweizer Zeitschrift für Geschichtswissenschaften. Sie wird von der Historischen und Antiquarischen Gesellschaft zu Basel herausgegeben. Sie enthält wissenschaftliche Beiträge und Miszellen zu Themen der Geschichte und deren Nachbardisziplinen sowie Nachrufe von Historikern mit Basel-Bezug; bis in die 1970er-Jahre wurden auch immer wieder handschriftliche Quellen ediert. 

## Geschichte
Die Zeitschrift erschien und erscheint in den Jahrgängen Band 1 von 1902 bis Band 18 von 1919 und ab Band 19 von 1921 bis heute als Jahresband. Seit 2002 sind die meisten Beiträge eines Bandes einem Schwerpunktthema gewidmet. Davor waren einzelne Bände als Festschriften konzipiert. Jeder Band enthält auch Jahresbericht und Jahresrechnung der Herausgeberin und bis 1999 auch der Stiftung Pro Augusta Raurica. Zudem veröffentlichte die Archäologische Bodenforschung des Kantons Basel-Stadt von 1962 bis 1987 ihren Tätigkeitsbericht als Beilage zur Basler Zeitschrift für Geschichte und Altertumskunde.
Die Basler Zeitschrift für Geschichte und Altertumskunde und ihre Vorgängerzeitschrift Beiträge zur vaterländischen Geschichte (ab 1839) wurden von E-Periodica digitalisiert. Die Sperrfrist beträgt 48 Monate, vorher kann nur das Inhaltsverzeichnis eingesehen werden.

## Bekannte Autoren
- Erik Amburger
- Hektor Ammann
- Franz Babinger
- Rudolf Bächtold
- Carl Christoph Bernoulli
- Eduard Bernoulli
- Erika Billeter
- Peter Heinrich von Blanckenhagen
- Georg Boner
- Edgar Bonjour
- Michael Borgolte
- Max Braubach
- Achilles Burckhardt
- Albert Burckhardt
- August Burckhardt
- Max Burckhardt
- Paul Burckhardt
- Theophil Burckhardt-Biedermann
- Susanna Burghartz
- Karl Heinz Burmeister
- Heinrich Büttner
- Hermann Christ
- Otto Clemen
- Willy Cohn
- Bernard Degen
- Brigitte Degler-Spengler
- Otto Erich Deutsch
- Ueli Dill
- Heinrich Dübi
- Emil Dürr
- Franz Egger
- Rudolf Fellmann
- Markus Fierz
- Gerhard Fouquet
- Harald Fuchs
- Joseph Gantner
- Paul Ganz
- Paul Leonhard Ganz
- Julia Gauss
- Karl Gauss
- Georg Germann
- Carlos Gilly
- Hans-Jörg Gilomen
- Kaspar von Greyerz
- David Gugerli
- Hans Rudolf Guggisberg
- Katia Guth-Dreyfus
- Hans Gutzwiller
- Hans F. Haefele
- Hans-Rudolf Hagemann
- Daniel Hagmann
- Erika Hebeisen
- Hermann Heimpel
- John Hennig
- Stefan Hess
- Andreas Heusler
- Rudolf Hiestand
- Ferdinand Holzach
- Volkhard Huth
- Ulrich Im Hof
- Carola Jäggi
- Curt Paul Janz
- Beat Rudolf Jenny
- Markus Jenny
- Marco Jorio
- Werner Kaegi
- Rut Keiser
- Paul Koelner
- Isabel Koellreuter
- Alfred Körte
- Georg Kreis
- Thomas K. Kuhn
- Patrick Kury
- Markus Kutter
- Robert Labhardt
- Pascal Ladner
- Rudolf Laur-Belart
- Jacques Le Goff
- Martin Lengwiler
- Theodor von Liebenau
- Hilda Lietzmann
- Rudolf Luginbühl
- Geneviève Lüscher
- Thomas Maissen
- Guy P. Marchal
- Aram Mattioli
- Michael Matzke
- Hans Eberhard Mayer
- Dieter Mertens
- Walther Merz
- Ernst Meyer
- Werner Meyer
- Josef Mooser
- Emil Franz Josef Müller-Büchi
- Werner Näf
- Achilles Nordmann
- Peter Ochsenbein
- Hans Conrad Peyer
- Benedikt Pfister
- Jacques Picard
- Carl Pfaff
- Willy Real
- Walther Rehm
- Michael Raith
- Edgar Refardt
- Hans Reinhardt
- Adolf Reinle
- Rudolf Riggenbach
- Dorothee Rippmann
- Jörg Roesler
- Otto Roller
- Paul Roth
- Peter Rück
- Marcus Sandl
- Philipp Sarasin
- Beat von Scarpatetti
- Karl Schefold
- André Schluchter
- Aloys Schulte
- Beatrice Schumacher
- Silvana Seidel Menchi
- Martin Sicherl
- Claudius Sieber-Lehmann
- Marc Sieber
- Christian Simon
- Andreas Urs Sommer
- Otto Spiess
- Andreas Staehelin
- Ernst Staehelin
- Felix Staehelin
- Martin Staehelin
- Otto Stegmüller
- Karl Stehlin
- Wolfram von den Steinen
- Gustav Steiner
- Martin Steinmann
- Charles Stirnimann
- Hans Stohler
- Ernst Alfred Stückelberg
- Jean-René Surrateau
- Martin Tetz
- Hans Thieme
- Rudolf Thommen
- Jan-Olof Tjäder
- Hans Trümpy
- Heinrich Türler
- Sven von Ungern-Sternberg
- Bernard Antoon Vermaseren
- Hans Georg Wackernagel
- Jacob Wackernagel
- Martin Wackernagel
- Rudolf Wackernagel
- Alfred Hartlieb von Wallthor
- Oskar Walzel
- Paul Wernle
- Hermann Wichers
- Berthe Widmer
- Elisabeth Ziemer